# Frente Unido de Anguila
El Frente Unido de Anguila es una alianza de partidos políticos en Anguila.

## Resultados electorales
| Elección | Votos | %    | Escaños | +/– | Posición | Estatus   |
| -------- | ----- | ---- | ------- | --- | -------- | --------- |
| 2000     | 2,220 | 46.7 | 4/7     | 4   | 1.º      | Gobierno  |
| 2005     | 2,177 | 39.1 | 4/7     | 0   | 1.º      | Gobierno  |
| 2010     | 2,781 | 39.4 | 2/7     | 2   | 2.º      | Oposición |
| 2015     | 4,324 | 54.4 | 6/7     | 4   | 1.º      | Gobierno  |
| 2020     |       | 35.2 | 4/11    | 2   | 2.º      | Oposición |